# Adolf Jäger
Pour les articles homonymes, voir De Jager ou De Jaeger et Jäger.
Adolf Jäger, né le 10 février 1895 à Francfort-sur-le-Main et mort le 22 décembre 1983 était un sculpteur et créateur de pièces de monnaie allemand. Le dessin des pièces pfennig de Deutsche Mark, qui ont été frappées à partir de 1948, l'a rendu célèbre sous le nom de Pfennig-Jäger.

## Carrière
Après avoir fréquenté la Weißfrauenschule de Francfort-sur-le-Main, Jäger a appris le métier de ciseleur dans une usine de produits métalliques de Francfort. Après avoir obtenu son diplôme, Jäger s'est mis à son compte en 1921 ; pendant des décennies, il a travaillé dans son propre studio à Francfort.

### Médailleur
Jäger a conçu les pièces de un, cinq et dix pfennig en 1948. Le « 2 » sur l'avers de la pièce de deux pfennig n'est pas de lui, Jäger l'a décrit plus tard comme ne correspondant pas aux numéros de ses dessins. Le dessin de la pièce de Jäger fut plus tard critiqué parce que la ligne horizontale au pied de la branche de chêne de son dessin suggérait qu'il s'agit d'un petit plant ; cependant, ce petit plant n'a pas la ramification nécessaire au dessus.
Plus tard, Jäger a également participé à des concours de conception de pièces, par exemple pour la pièce de deux marks avec le portrait de Max Planck frappé à partir de 1957, ses successeurs à partir de 1973 et pour les pièces commémoratives « Johann Gottlieb Fichte » et « Johannes Gutenberg » ; aucun de ces dessins n'a cependant été réalisé.
Jäger a conçu certaines des médailles décernées par sa ville natale de Francfort ; ces médailles et d'autres qu'il a conçues se trouvent dans le cabinet des pièces de monnaie du musée historique local. Jäger a participé à la nouvelle version des armoiries de la Hesse après la Seconde Guerre mondiale.

### Sculpteur
Le sujet préféré des œuvres picturales de Jäger était l'être humain. Certaines de ses œuvres ont été créées pour des espaces publics, notamment pour des lotissements financés par le ministère fédéral du logement :
- La fontaine à poissons (Fischbrunnen à Bonn ;
- Le garçon debout (Stehender Knabe à Bonn ;
- La sculpture de chat (Katzenplastik, Bonn-Bad Godesberg ;
- Plaque commémorative August Jaspert (de) à Francfort-sur-le-Main ;
- La fontaine aux dauphins (Delphinbrunnen, également appelée fontaine du parc Bethmann, à Francfort-sur-le-Main (démantelé)